# Łoje (powiat kozienicki)
Łoje – wieś sołecka w Polsce położona w województwie mazowieckim, w powiecie kozienickim, w gminie Sieciechów. Leży przy drodze powiatowej dochodzącej do drogi krajowej nr 48, nad Wisłą w odległości 1 km od Sieciechowa.
Wieś była własnością opata sieciechowskiego, wchodziła w skład klucza sieciechowskiego. W latach 1975–1998 miejscowość należała administracyjnie do województwa radomskiego.
Wierni kościoła rzymskokatolickiego należą do parafii Wniebowzięcia Najświętszej Maryi Panny w Opactwie.

## Geografia
Wieś rolnicza, położona na żyznych glebach wiślanych (mady rzeczne). Domy wybudowane wzdłuż głównej drogi, która prowadzi do wałów przeciwpowodziowych. Liczba domów od 1-52. W roku 1997 i 2001 duże zagrożenie powodziowe, wynikające z meandru rzeki w tej miejscowości.